# Брисање датотека
Брисање датотека је намерно уклањање датотеке из система датотека рачунара.
Сви оперативни системи укључују наредбе за брисање датотека (rm на Униксу, еrа у CP/М-у и DR-DOS-у, del/erase у MS-DOS-у/PC-DOS-у, DR-DOS, Microsoft Windows-у итд.). Датотеке такође пружају прикладан начин брисања датотека. Датотеке се могу брисати појединачно, или се може избрисати цео директоријум.

## Сврха
Примери разлога за брисање датотека су:
- Ослобађање простора на диску
- Уклањање дупликата или непотребних података како би се избегла забуна
- Онемогућавање осетљивих информација другима
- Уклањање оперативног система или чишћење чврстог диска

## Случајно уклањање
Уобичајени проблем код брисања датотека је случајно уклањање информација које се касније покажу важним. Један од начина за решавање овог проблема је редовно прављење резервних копија датотека. Погрешно избрисане датотеке тада се могу наћи у архивама.
Друга техника која се често користи није брисање датотека истог трена, већ њихово премештање у привремени директоријум чији се садржај затим може по жељи обрисати. Тако функционише „канта за отпатке“ или „канта за смеће“. Microsoft Windows и Apple-ов MacOS, као и неке Линукс дистрибуције, користе ову стратегију.
У MS-DOS-у се може користити команда undelete. У MS-DOS-у „избрисане“ датотеке се заправо не бришу, већ се само означавају као избрисане, тако да би могле бити избрисане током неког времена, све док блокови диска које су користили на крају не заузму друге датотеке. Тако раде програми за опоравак података, скенирањем датотека које су означене као избрисане. Како се простор ослобађа по бајту, а не по датотеци, то понекад може довести до непотпуног опоравка података. Дефрагментација диска може спречити поништавање брисања, јер се блокови које користи избрисана датотека могу пребрисати, зато што су означени као „празни“.
Друга мера предострожности је означавање важних датотека као само за читање (енг. read-only). Многи оперативни системи ће упозорити корисника који покушава да избрише такве датотеке. Тамо где постоје дозволе за систем датотека, корисници којима недостају потребне дозволе могу да бришу само своје датотеке, спречавајући брисање туђег рада или критичних системских датотека.
Код оперативних система сличних Униксу, да би се датотека избрисала, обично треба имати дозволу за писање у директоријум у коме се та датотека налази.

## Осетљиви подаци
Уобичајени проблем са осетљивим подацима је тај што се избрисане датотеке заиста не бришу и заинтересоване стране их могу повратити. Већина система датотека уклања само везу до података (погледајте undelete, изнад). Али чак и писање преко делова диска или његово форматирање можда не гарантује да су осетљиви подаци потпуно непоправљиви. Доступан је специјални софтвер који преписује податке, а модерни (након 2001. године) АТА дискови укључују наредбу за сигурно брисање у фирмверу. Међутим, апликације и предузећа са високом сигурношћу могу понекад захтевати да се диск физички уништи како би се осигурало да се подаци не могу повратити, јер микроскопске промене у поравнању главе и други ефекти могу значити да чак ни такве мере нису загарантоване. Када су подаци шифровани, само кључ за шифровање мора бити недоступан. Крипто-уситњавање је пракса „брисања“ података (само) брисањем или преписивањем кључева за шифровање.